# Stefan Roos (Sänger)
Stefan Roos (* 28. November 1972 in Chur) ist ein Schweizer Sänger und Komponist von Schlagern.

## Karriere
Roos startete seine professionelle Karriere im Alter von 21 Jahren. Bis Ende 2003 war er bei zahlreichen TV- und Liveanlässen zu sehen, unter anderem zusammen mit Wolfgang Petry, den Kastelruther Spatzen, Andy Borg, den Klostertalern und Hansi Hinterseer.
Von 2004 bis 2008 stellte Roos das Schreiben von Texten für andere Interpreten in den Vordergrund und verzichtete deshalb auf eigene Auftritte. Nach diesen vier Jahren konzentrierte er sich wieder auf eigene Auftritte und gewann 2009 zusammen mit den Sängerfreunden für den  Titel „Das Herz einer Mutter“  den Schweizer Vorentscheid für den Grand Prix der Volksmusik 2009. Roos ist Botschafter der Ferienregion Heidiland und der Kinderkrebshilfe Schweiz.
Roos komponiert unter anderem für Vreni Schneider und Linda Fäh.
Stefan Roos lebt in Bad Ragaz, ist verheiratet und Vater von zwei Kindern.

## Diskografie
- 1996: Für immer wir beide
- 1998: Wunderland meiner Träume
- 2002: Santa Monica
- 2006: Challenge of the Moment (unter dem Pseudonym Hattrick)
- 2009: Das Herz einer Mutter
- 2010: Heiweh
- 2012: 100% Schwiizer-Stimmig
- 2014: Hüt gämmer Gas
- 2017: Z’Läba isch z’churz für irgendwänn